# 曽根由加
曽根 由加（そね ゆか、1976年6月14日 - ）は、日本の元子役・元女優。神奈川県出身。

## 来歴・人物
- 活動当時は劇団ひまわり→砂岡事務所[1]に所属していた。
- 1993年時点で身長158cm[1], スリーサイズはB82W59H83[1]。
- 1993年当時、特技はピアノ、バレエ、空手であった[1]。
- 1980年代より子役として活動を開始。
- 1989年からテレビドラマ『向田邦子新春シリーズ』に3年連続で出演を果たす。
- 1995年を最後に活動記録が途絶えており、同時期を境に芸能界から引退したとみられる。

## 出演作品

### テレビドラマ
- わが母の教えたまいし（TBS, 1989年1月14日）[2]- 結城 いさ子 役[3]
- 翔べ!!千羽鶴（TBS, 1989年8月15日）[2]
- 隣りの神様（TBS, 1990年1月4日）[2]- 宮部 麗 役[4]
- 地球戦隊ファイブマン 第8話（ANB, 1990年4月20日）- クリスタル星人・サーヤ 役
- ケイコ・アイシテル　ロボットに夢かける青春（CBC, 1990年3月10日）[2]
- 女正月（TBS, 1991年1月7日）[2]- 神山 みさ代 役[5]
- ナースステーション（TBS, 1991年1月15日 - 3月19日）[2]
- 助教授一色麗子　法医学教室の女 第6話（NTV, 1991年8月17日）[2]
- 腕におぼえあり３（NHK, 1993年1月8日 - 3月12日）[2]- 美佐 役
- ツインズ教師 （ANB, 1993年4月12日 - 6月28日）[2]- 中島 綾子 役
- 電光超人グリッドマン 第27話（TBS, 1993年10月9日）- 淳子 役
- 夫婦善哉（TX, 1995年2月6日）[2]
- Change!（ABC, 1995年7月25日 - 9月12日）[2]

### 映画
- 夏草の女たち（監督: 高橋勝, 1987年8月8日公開）[6]
- ジュリエット・ゲーム（監督: 鴻上尚史, 1989年2月4日公開）[6]